# Wahriz
Wahriz fou un general persa fill de Kamdjar, al servei de Khusraw Anushirwan (531-579). El seu nom ("Gaudir de l'Abundància") era inicialment un títol testimoniat en l'expedició persa al regne d'Ibèria i Làzica a l'inici del segle v.
Sayf ibn Dhi Yazan, cap de la resistència nacional iemenita contra l'ocupació axumita, va cridar als sassànides vers 570 a través dels làkhmides. El rei va enviar un contingent manat per Wahriz, que ja era bastant gran. L'expedició va seguir la costa d'Aràbia fins al Iemen i allí va desembarcar i es va obrir camí per terra fins a Sanaa, on va matar el governador axumita Masruk, fill d'Abraha, i va posar al poder a Sayf ibn Dhi Yazan com a rei vassall dels perses. Un intent de contraatac dels axumites va suposar una segona expedició de Wahriz que va entrar altre cop a Sanaa on va posar al tron a Madi Karib ibn Sayf, el pare del qual havia mort. Les expedicions de Wahriz foren l'inici d'un domini sassànida al Iemen que va durar 60 anys.
Wahriz hauria mort al Iemen abans del 579.